# Karl zu Leiningen-Westerburg-Altleiningen

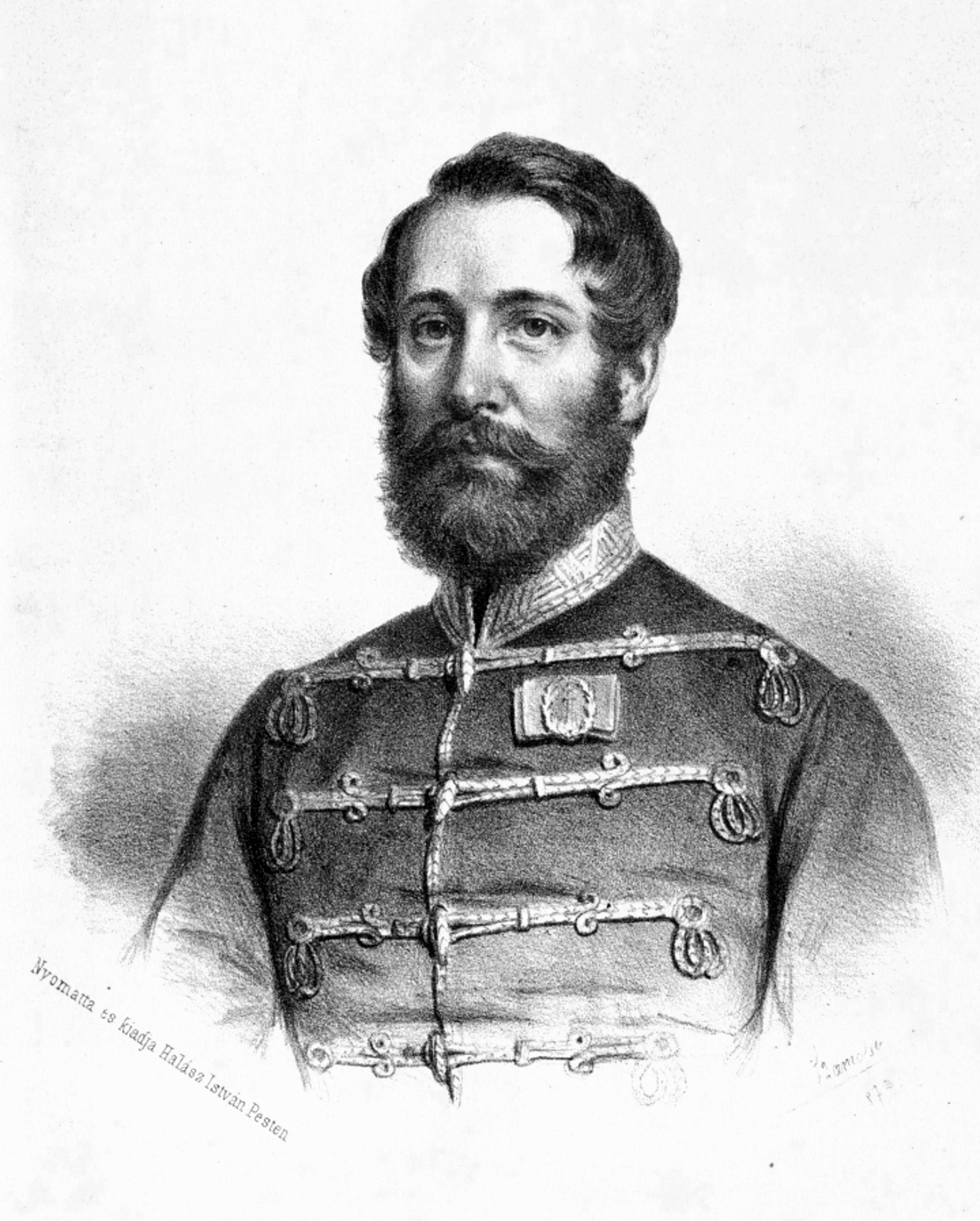
Karl August Graf zu Leiningen-Westerburg-Altleiningen

Karl August Graf zu Leiningen-Westerburg-Altleiningen (ungar. Leiningen-Westerburg Károly Ágost; * 11. April 1819 auf Schloss Ilbenstadt (heute Ortsteil von Niddatal), Hessen-Darmstadt; † 6. Oktober 1849 in Arad) war ein ungarischer Freiheitskämpfer und General im Unabhängigkeitskrieg gegen die Vorherrschaft der Habsburger. Zuvor k.u.k. österreichisch-ungarischer Hauptmann, gehört er zu den dreizehn Märtyrern von Arad und wurde mit diesen hingerichtet.

## Familie
Karl August war der vierte Sohn des Grafen Friedrich I. zu Leiningen-Westerburg (1761–1839) aus dem Adelsgeschlecht Leiningen und dessen zweiter Ehefrau Eleonore Maria Magdalena Breitwieser, nach der Hochzeit (1813) im Jahr 1816 Großherzoglich-Hessischer Adelsstand als „Frau von Brettwitz“ (1781–1841). Sein jüngerer Bruder war Viktor zu Leiningen-Westerburg-Altleiningen (1821–1880). Die beiden hatten drei ältere Brüder und drei jüngere Schwestern.
Leiningen heiratete 1844 Erzsébet Sissányi von Törökbecse (* 26. April 1827; † 18. November 1898). Das Paar hatte zwei Kinder: 
- Ármin, Hermann Casimir (* 11. Juli 1848; † 27. Dezember 1900). Ármin war Hauptmann bei der königlich-ungarischen Armee. Nach seinem Abschied aus gesundheitlichen Gründen war er als Beamter in Titel tätig.
- Liza, Lise (Elisabeth/Erzsébet) Victorine Constanze Friederike Eleonore (* 19. April 1844; † 26. Januar 1913), ⚭ 1873 William Barwell-Barwell, britischer General. Sie hatten drei Kinder: Lilien, Henriette und Richard.

Seine Witwe heiratete 1854 Graf József Bethlen und hatte mit diesem vier weitere Kinder.

## Leben
Zu Leiningen diente 1848 im Regiment seines Onkels August Georg aus der Linie Neuleiningen. Bei Ausbruch der Ungarischen Revolution 1848/1849 befand er sich auf Urlaub in Ungarn und schloss sich den Aufständischen ohne Zögern an. In deren Armee wurde er bald zum Major und Obersten befördert. 
Zuletzt war Graf Leiningen General und Kommandant des dritten Korps. Nach dem Eingreifen der russischen Armee war die Situation für die Ungarn 1849 nahezu aussichtslos. Leiningen kämpfte mit seinem Korps in der Schlacht von Pered, im Juni/Juli bei Komorn, dann in den Gefechten bei Waitzen.
Nach den Kapitulationen im August 1849 wurden die Generale der Revolutionäre in Haft genommen. Feldzeugmeister Julius von Haynau befahl als Statthalter von Ungarn deren Hinrichtung am 6. Oktober. Graf Leiningen starb in Arad mit zwölf anderen ungarischen Generalen am Galgen, am gleichen Tag wurde der frühere Premierminister Lajos Batthyány in Pest hingerichtet.

## Gedenken

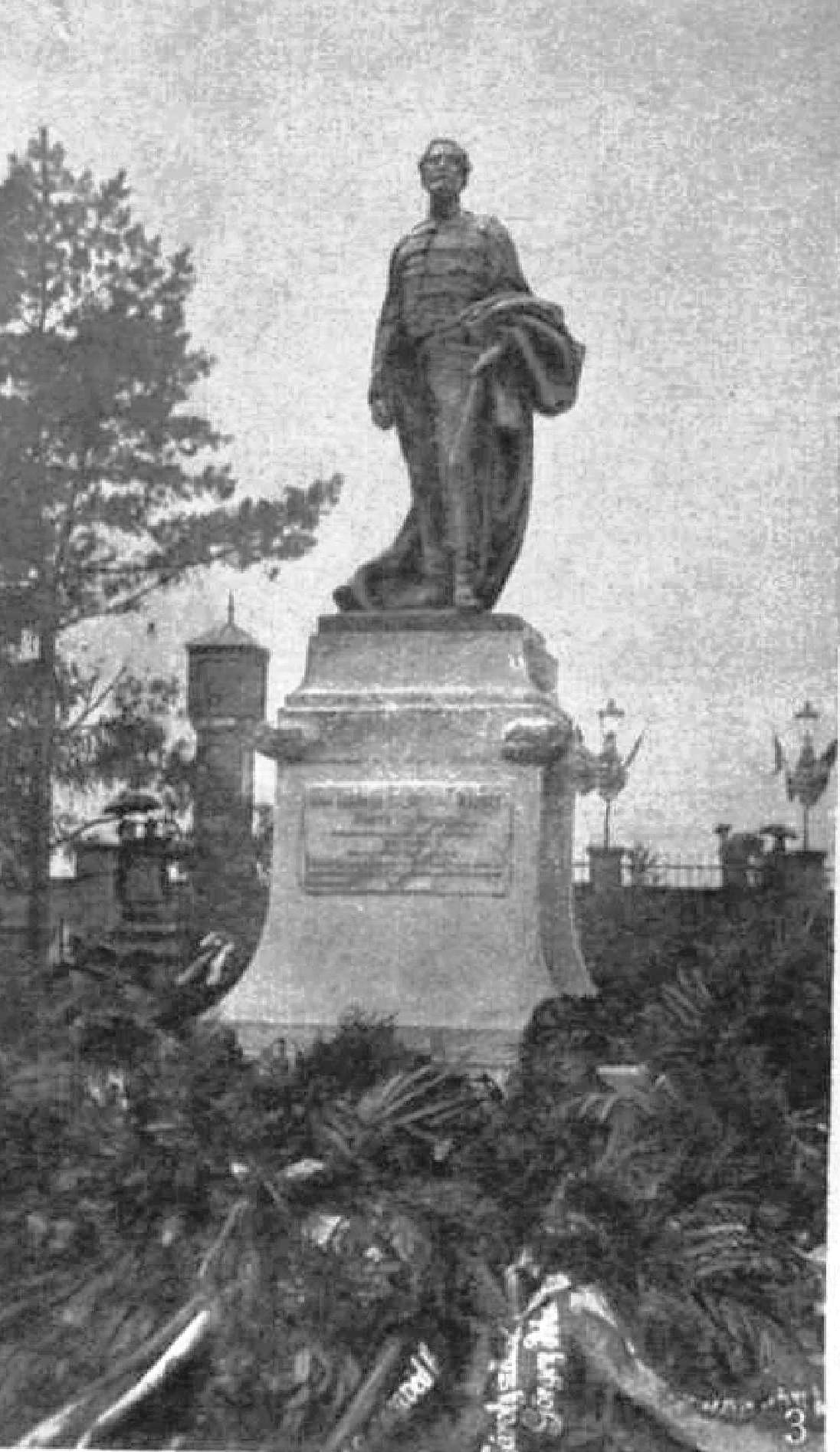
Ehemaliges Denkmal in Törökbecse

1911 wurde in Törökbecse ein Denkmal für zu Leiningen errichtet, der Bildhauer war Béla Radnai. In Arad wurde 1890 das Denkmal der Märtyrer von Arad errichtet. Die Porträts der Freiheitskämpfer befinden sich auf dem Sockel der Statue. Das Denkmal wurde 1925 eingelagert und im Frühjahr 2004 wieder aufgestellt. 

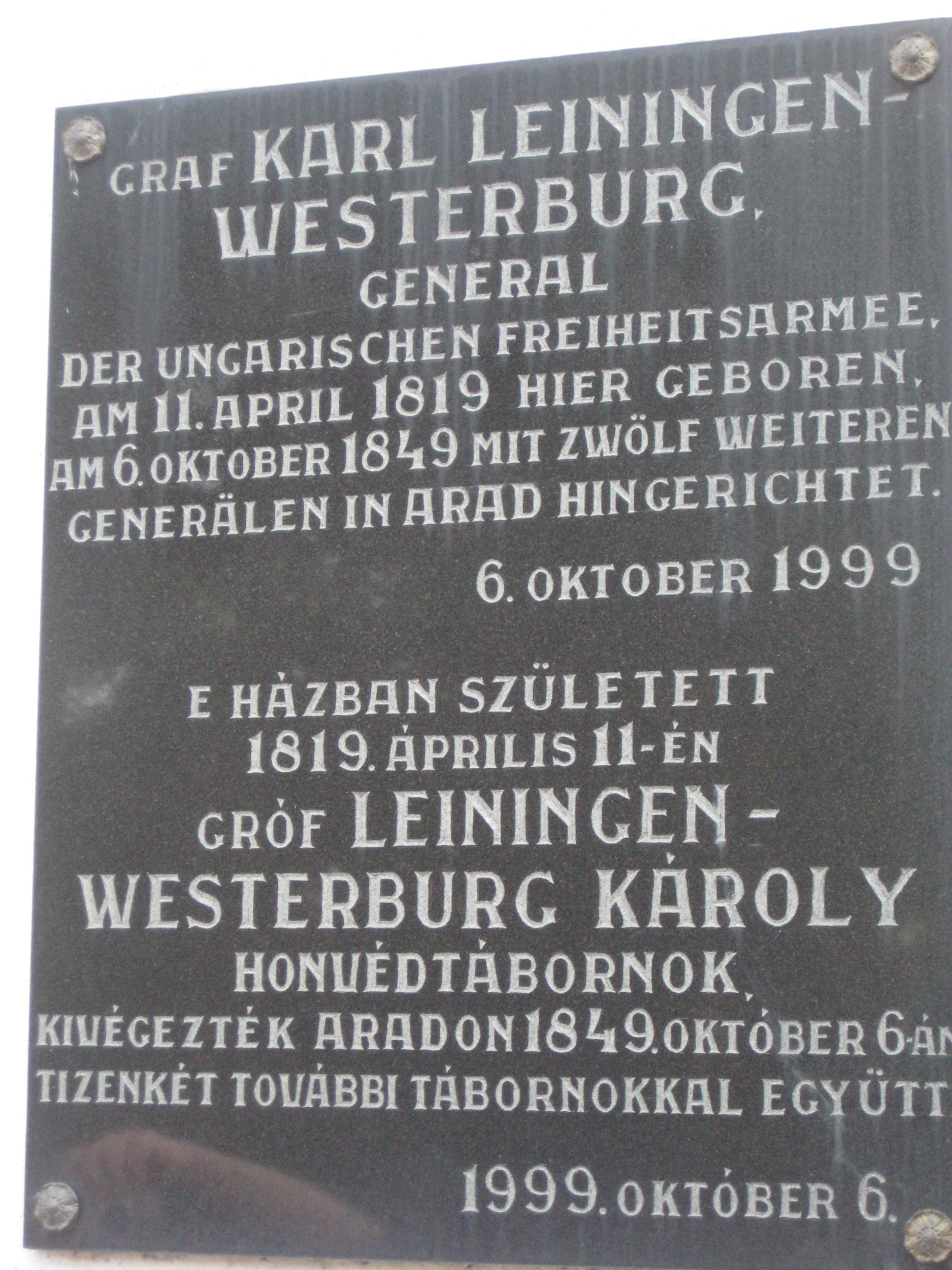
Zweisprachige Gedenktafel in Ilbenstadt

An Karl zu Leiningen-Westerburg-Altleiningen erinnern in Deutschland zwei Gedenktafeln. Eine wurde 1999 an der Prälatur von Kloster Ilbenstadt durch den Bund Ungarischer Organisationen in Deutschland e. V. (BUOD) angebracht. 1819 diente diese als Schloss und ist sein Geburtsort. Eine zweite Gedenktafel und Plakette mit seinem Porträt befindet sich in der Burgruine Neuleiningen.
In Ungarn und Serbien erinnern heute Stelen in Budapest (Militärhistorisches Museum Budapest), Pécs, Tatabánya und Novi Bečej (Törökbecse), Gedenkmauern in Kiskőrös und Somoskő und Gedenktafeln in Jászberény, Gyömrő, Gyula und Kisvárda. (Auswahl)

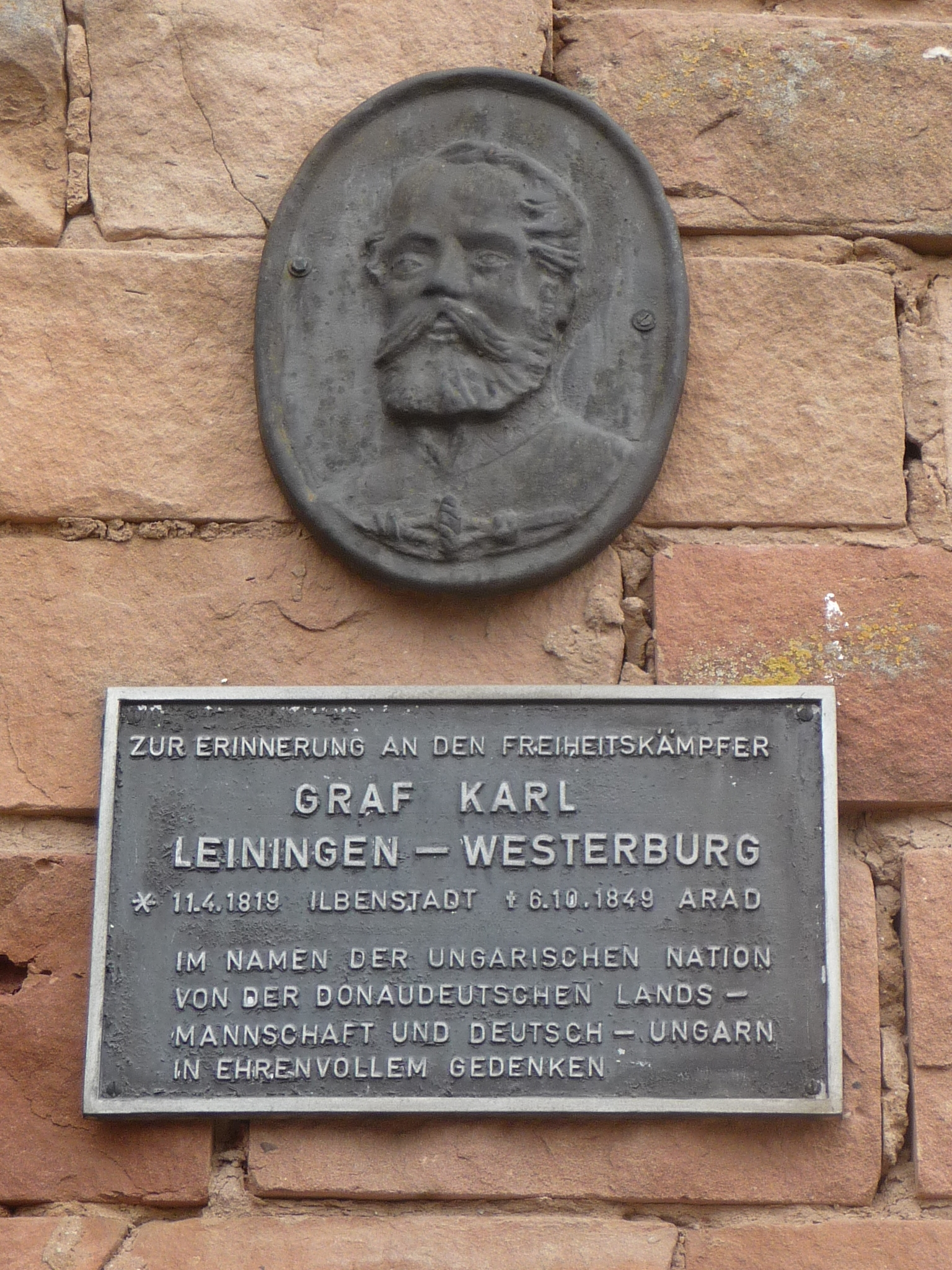
Gedenken in Neuleiningen
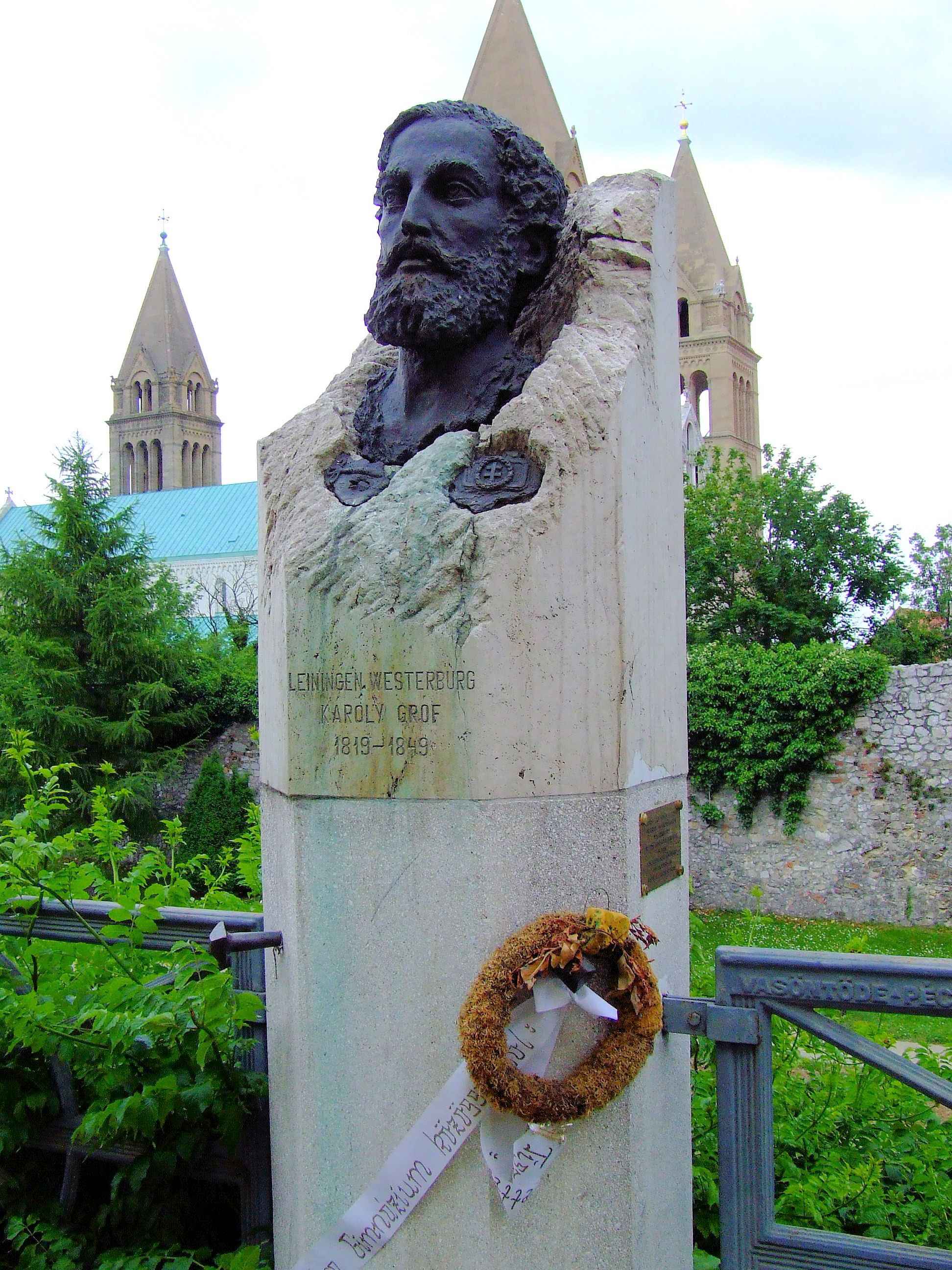
Stele in Pécs
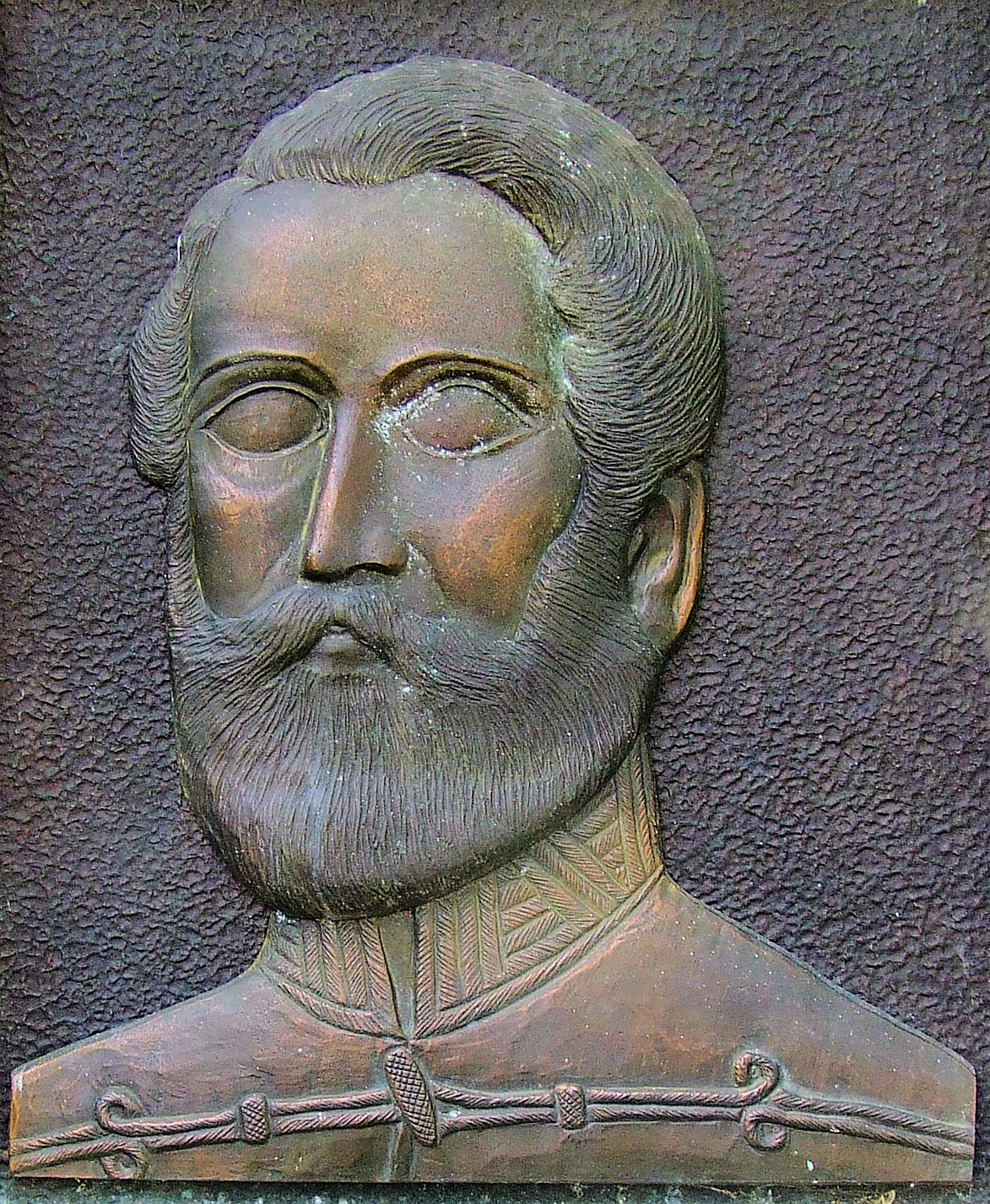
Gedenktafel in Kiskőrös